# Siruela
Siruela község Spanyolországban, Badajoz tartományban. Siruela Esparragosa de Lares, Puebla de Alcocer, Casas de Don Pedro, Garbayuela, Tamurejo, Baterno, Garlitos, Risco és Sancti-Spíritus községekkel határos. Lakosainak száma 1771 fő (2024).

## Népesség
A település népessége az utóbbi években az alábbiak szerint változott:
| Lakosok száma | 2441 | 2269 | 2214 | 2192 | 2170 | 2059 | 1981 | 1903 | 1852 | 1771 |
|               | 2001 | 2004 | 2006 | 2009 | 2011 | 2014 | 2016 | 2019 | 2021 | 2024 |